# Серфати, Сильвия
Сильвия Серфати (фр. Sylvia Serfaty; род. 1975, Париж) — французский математик, аналитик, специалист по дифференциальным уравнениям в частных производных и математической физике. Доктор философии (1999). Сильверовский профессор (Silver professor) Курантовского института математических наук Нью-Йоркского университета с 2018 года, член Американской академии искусств и наук (2019). Лауреат Maryam Mirzakhani Prize in Mathematics (2024).
В особенности её интересует теория Гинзбурга — Ландау.
Родилась в семье архитектора и учительницы; выросла в Париже; уже в средней школе увлеклась математикой. Там же окончила Высшую нормальную школу (бакалавр математики, 1995). Степень доктора философии по математике получила в Университете Париж-юг XI — занимаясь уравнениями Гинзбурга-Ландау, под началом Fabrice Bethuel. Сотрудничала с Étienne Sandier, вместе с которым написала книгу Vortices in the Magnetic Ginzburg-Landau Model (2007). С 2001 года сотрудничает в Курантовском институте, где является одной из немногих женщин. Один из шеф-редакторов Probability and Mathematical Physics. Недавно она заинтересовалась кулоновскими системами.
Мать двоих детей, она увлекается игрой на пианино и поездками на велосипеде.